# Telecomunicações do Amazonas
Telecomunicações do Amazonas S/A (TELAMAZON) foi a empresa operadora de telefonia do sistema Telebras no estado do Amazonas antes do processo de privatização em julho de 1998.

## História
Permaneceu em atividade de 1965 até o processo de privatização em 1998. Após esse processo as operações de telefonia fixa foram absorvidas pela Telemar (atual Oi).